# Saxifraga callosa
Saxifraga callosa (Sm., 1791) è una pianta appartenente alla famiglia delle Saxifragaceae, originaria degli ambienti alpini marittimi dell'Europa Occidentale (Italia, Francia). Cresce spontaneamente lungo dirupi e rocce calcaree e pertanto è anche nota come Sassifraga calcarea (in inglese limestone saxifrage).
È piuttosto diffusa sulle Alpi Apuane, dove rappresenta la variante di Sassifraga più comune, specialmente nei mesi estivi tra 400 e 2500 metri di quota, ricoprendo i pendii rocciosi.

## Etimologia

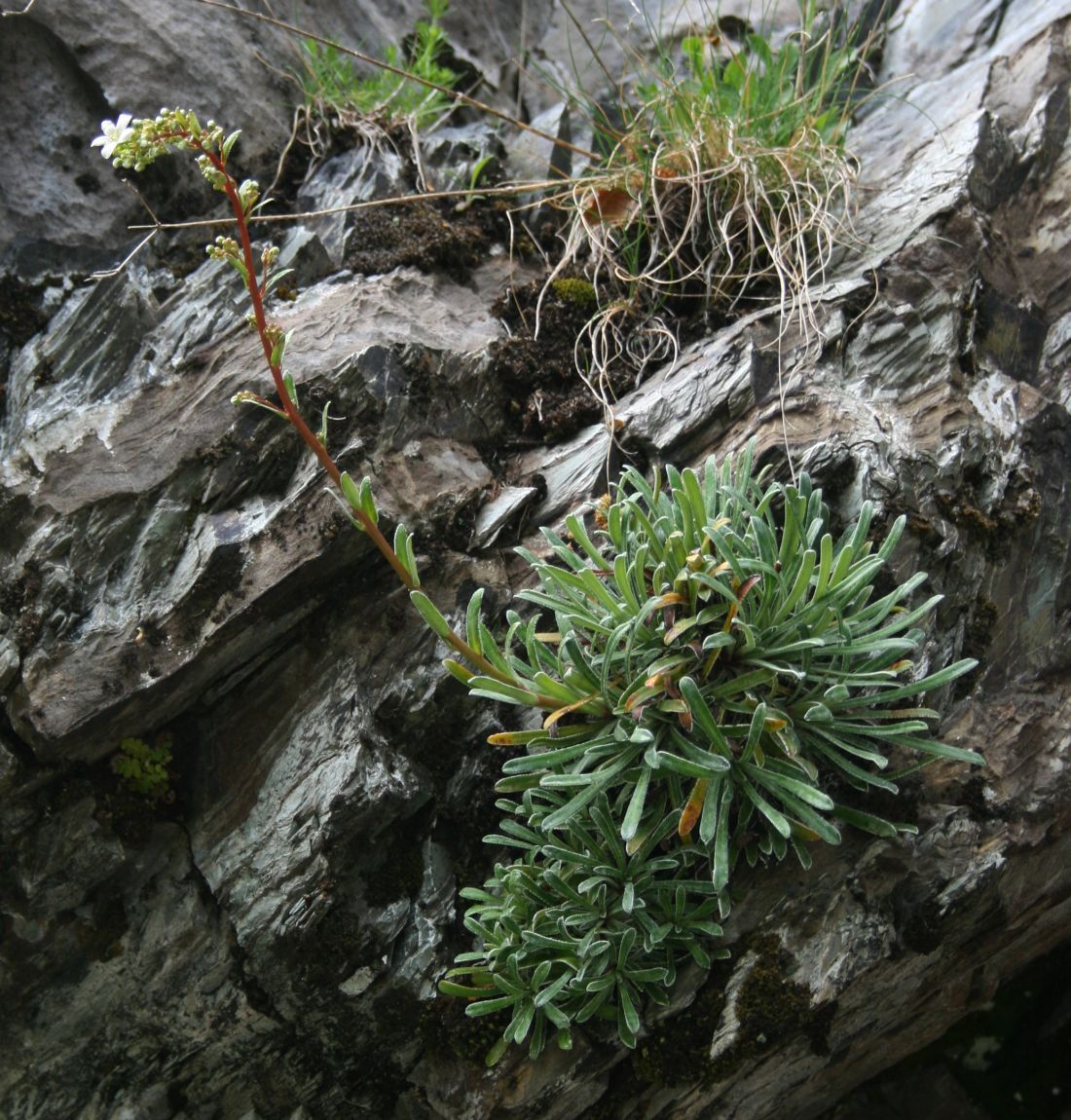
Esemplare di Saxifraga callosa.

Il suo nome latino è composto da due termini. Saxifraga deriva dalla composizione di sassum (forma volgare del latino lapis, ovvero 'pietra', 'sasso') e frango, dal verbo frangere ('rompere'). Letteralmente, dunque, è una pianta che "spacca i sassi" dal momento che cresce lungo pareti rocciose e calcaree e riesce ad incunearsi tra le rocce.
L'epiteto specifico callosa si riferisce invece al fusto spesso e alla superficie ruvida delle foglie.

## Descrizione
I fusti possono raggiungere i 50–100 cm di lunghezza, con foglie basali punteggiate da secrezioni di carbonato di calcio (calcare). Le infiorescenze hanno una corolla formata da 5 petali bianchi spatolati, con qualche tenute tinta purpurea.
Le foglie sono larghe da 2–3 mm fino 7 mm, lunghe 5–9 cm.
Raggiunge il suo massimo sviluppo dopo 2-5 anni. Può sopravvivere fino a temperature di -15 °C.

## Usi come pianta officinale
In passato si dice che le sue foglie fresche potessero curare rash cutanei e infezioni oculari, mentre con le stesse foglie essiccate si realizzavano tisane e infusi astringenti.